# Bocula lophoproctis
Bocula lophoproctis là một loài bướm đêm trong họ Noctuidae.